# Galerie umění Karlovy Vary
Galerie umění Karlovy Vary je příspěvkovou organizací Karlovarského kraje. Vznikla 1. ledna 1953 jako součást nově založené sítě oblastních galerií a od počátku se orientuje na české a slovenské moderní umění. Galerie má kromě hlavní budovy v Karlových Varech pobočku v Letohrádku Ostrov a nově též využívá prostory rekonstruované Becherovy vily.

## Historie
Budova galerie stojí v místě kdysi zvaném Dorotiny nivy (podle nedalekého nejstaršího karlovarského altánku) a posléze známém jako výletní cesta Goetheweg. Ta bývala již od konce 19. století i živým obchodním korzem s mnoha krámky karlovarského Spolku živnostníků. Již roku 1905 vznikl první projekt na jejich přestavbu, ale až v říjnu 1910 město rozhodlo vybudovat na tomto místě novou budovu zahrnující butiky a také uměleckou Kunsthalle.
Prvotní projekt nové budovy vypracoval v červenci roku 1911 arch. Rudolf Mimler jako dlouhou hmotu dvou zalomených přízemních křídel s patrovou centrální Uměleckou halou. Architektonické řešení vycházelo z dekorativismu pozdní secese a inspirovalo se i novým klasicismem a vídeňskou wagnerovskou modernou. Objekt postavil karlovarský stavitel Friedrich Seitz a od roku 1914 ji provozovala Obchodní a živnostenská komora v Chebu.
Na přelomu let 1929–1930 byla navýšena boční křídla o patro s galerijními sály a přistavěna střední část centrálního pavilónu (arch. Rudolf Mimler). Ve 30. letech začal zdejší prostory využívat umělecký spolek Metzner-Bund. V roce 1948 došlo k výrazné úpravě (Ing. Karel Pokorný) odstraněním některých vnitřních příček - vznikly tak dva prostorné a prosvětlené podélné sály. Vzorkovnu průmyslu a řemeslného zboží nahradila 1.1.1953 jedna z prvních státních galerií v tehdejším Československu.
Šedesátá léta 20. století přinesla výrazný rozvoj činnosti galerie a vznikla potřeba zvětšení výstavních ploch a zlepšení vnitřních dispozic a vybavení galerie. Rozsáhlé úpravy exteriéru a interiéru, v letech 1974-1975 podle projektů Ing. Davida a arch. Marcela Šulce zahrnovaly i vybudování depozitáře, knihovny a dalších prostor, v letech 1992 – 1995 pak získala galerie svou současnou podobu.

## Sbírka (výběr)

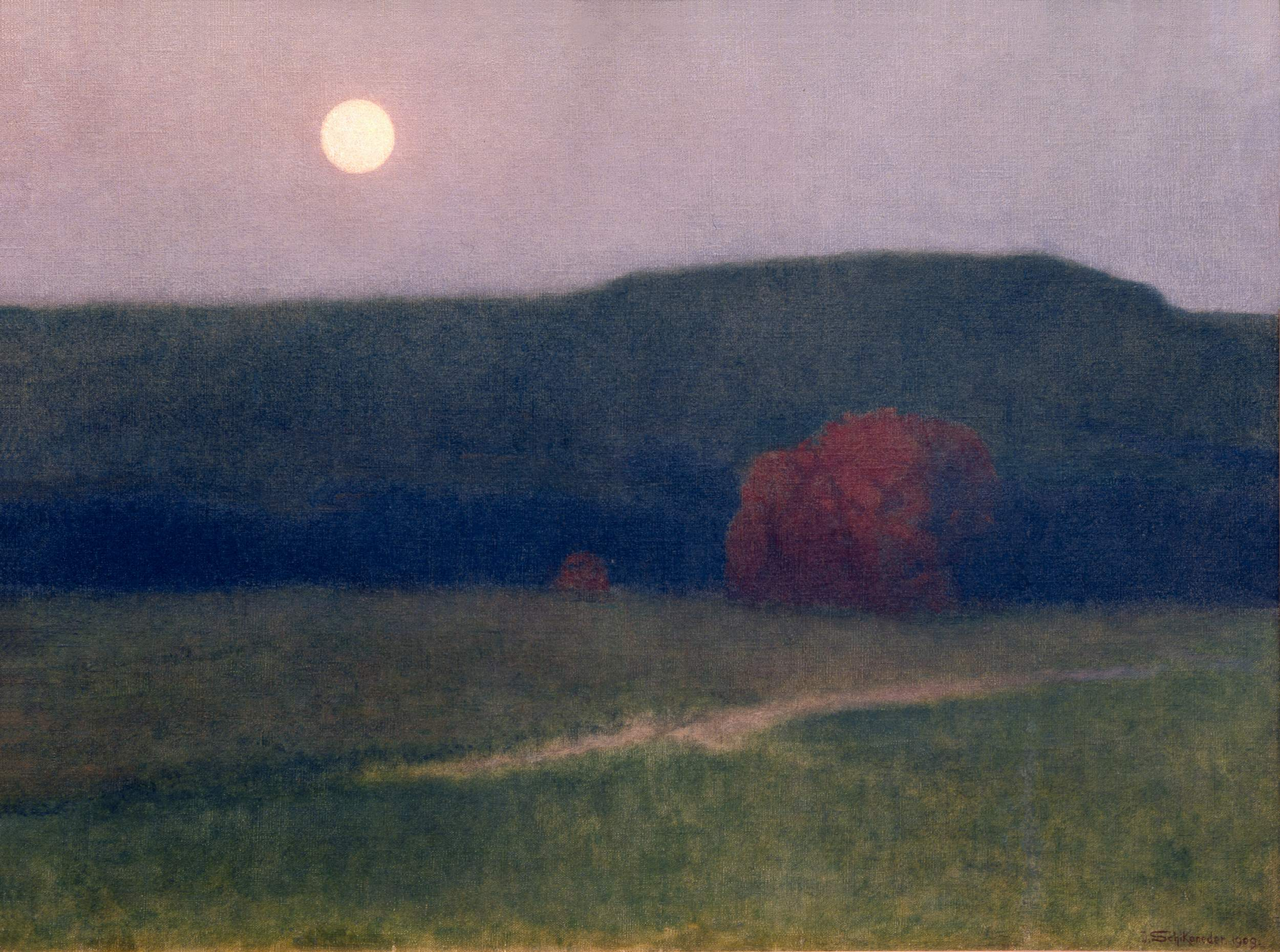
Jakub Schikaneder Stmívání (1909)
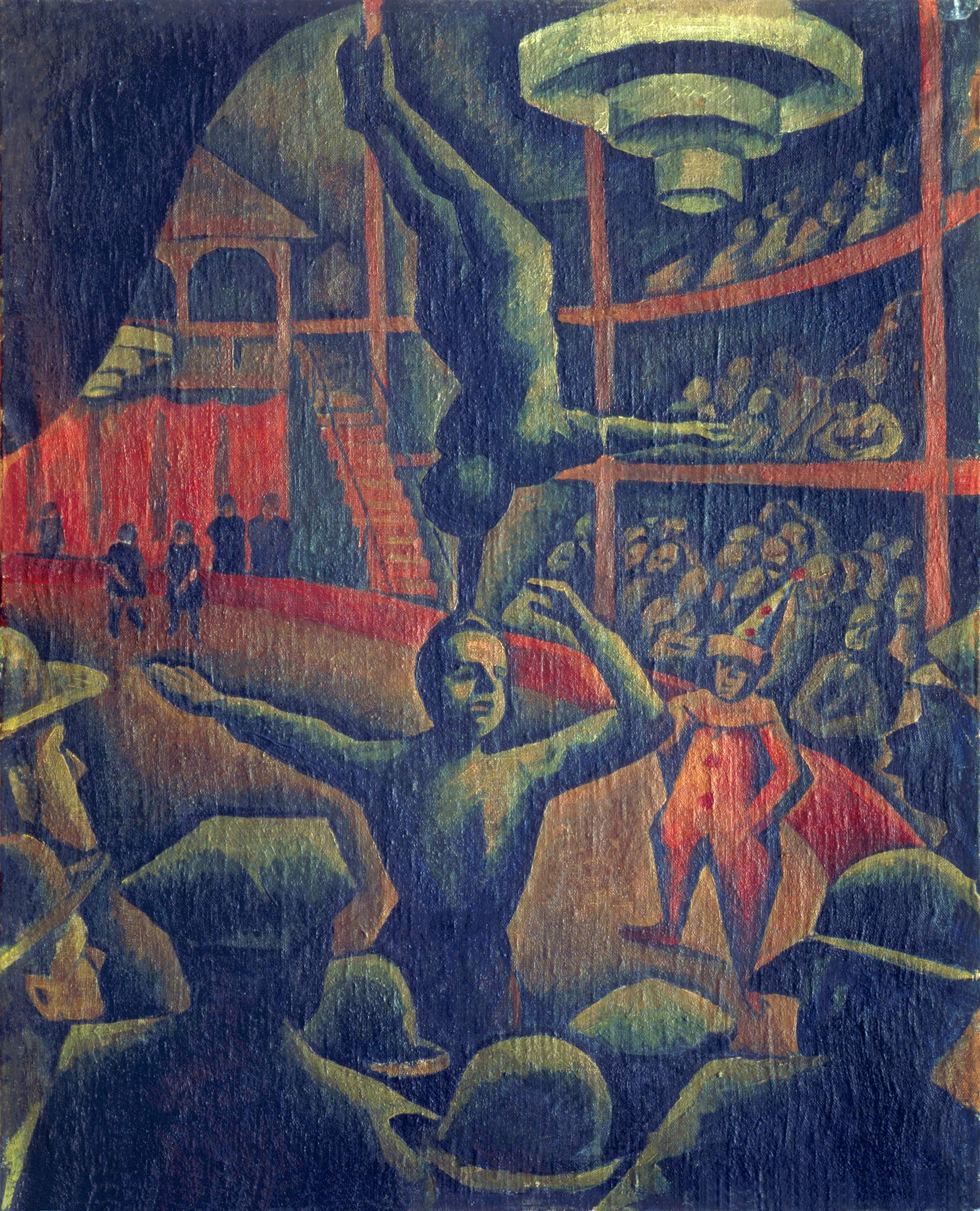
Bohumil Kubišta, Cirkus (1911), olej na plátně, 81 x 65.5 cm
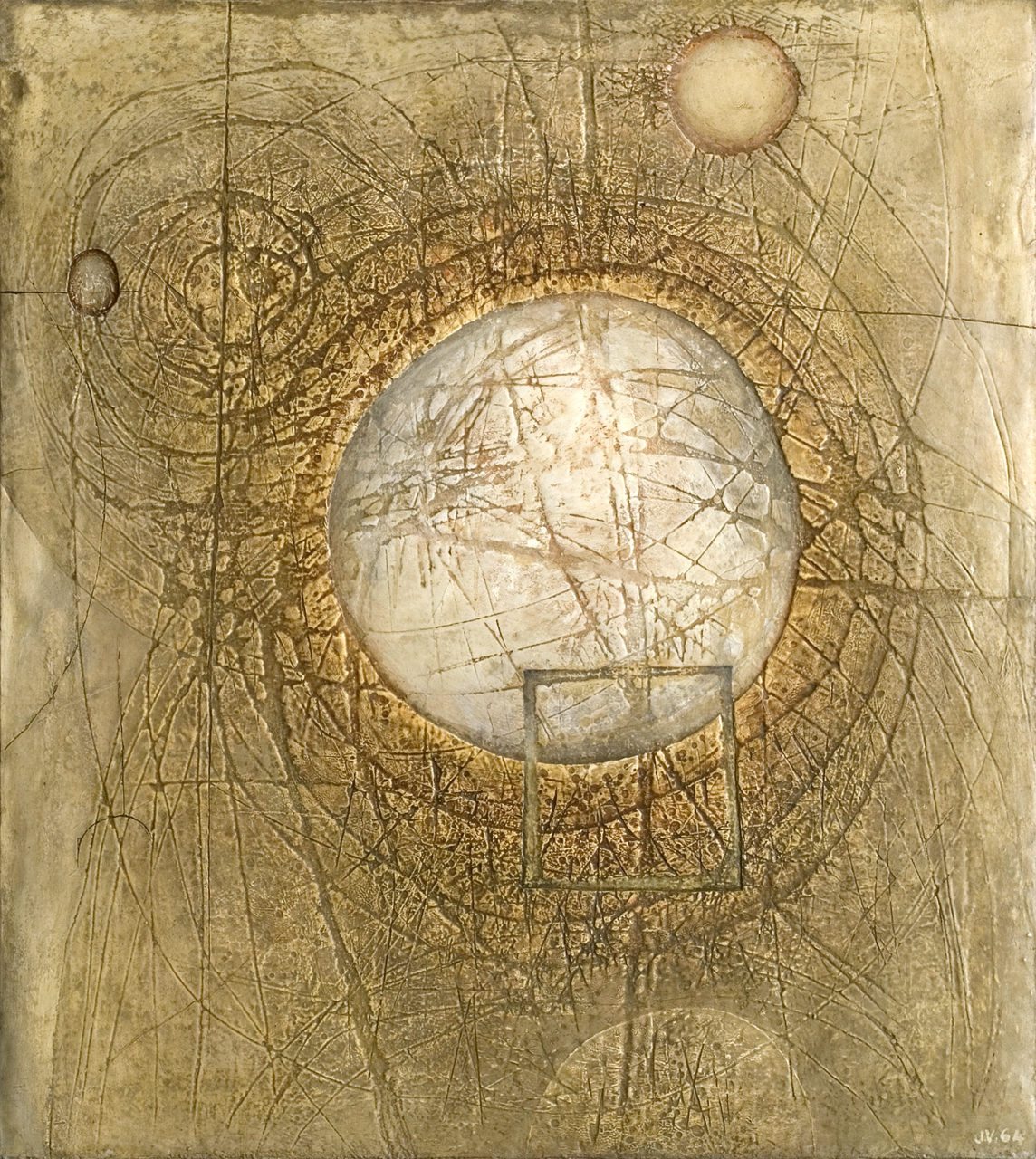
Jiří Valenta, Syntetická tkáň I (1964)
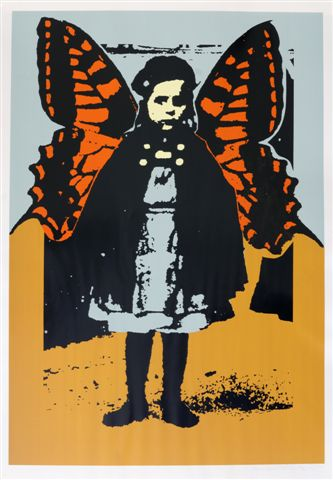
Berenika Ovčáčková, Motýl

## Výstavy
První sezona v Umělecké hale byla slavnostně zahájena 27. července roku 1912 výstavou Spolku německých výtvarných umělců žijících v Čechách (Wenzel Hablik, Walter Klemm, Karl Thiemann či Emil Orlik). Následující rok zde uspořádala výstavu významná vídeňská galerie Miethke. V květnu 1914 však město pronajalo Uměleckou halu Chebské obchodní a živnostenské komoře a během 1. světové války byla výstavní činnost přerušena. Od roku 1930 začal rozšířené výstavní prostory využívat umělecký spolek Metzner-Bund, který zde prezentoval moderní evropské umění. V letech 1937 – 1944 sloužily výstavní sály k prezentaci německých ideologicky ovlivněných výstavních projektů.
Po válce byla činnost galerie obnovena v srpnu 1946 u příležitosti I. filmového festivalu, v roce 1947 zde proběhla výstava českého moderního umění ze sbírek Národní galerie v Praze. Až do roku 1952 ovšem budova sloužila především jako vzorkovna řemeslných a průmyslových výrobků.

### Výběr výstav Galerie umění
- 1960-64 František Doležal, Karel Valter, Václav Vojtěch Novák, Jan Kodet, Vincenc Beneš, Josef Čapek, Karel Souček
- 1965 galerie uspořádala výstavu Malíři Bauhausu a Paul Klee s cyklem doprovodných přednášek: Z historie moderního malířství (teoretici I. Bednář, Karel Otavský, Eva Petrová, M. Racek, Petr Spielmann).
- 1965 Jan Bauch, Jan Smetana, Václav Špála, Skupina Radar, Současné proudy světové grafiky
- 1966 Václav Rabas, Václav Tikal
- 1967 Jan Zrzavý
- 1968 Nová citlivost, Křižovatka a hosté, Věra Janoušková, Alois Vitík
- 1969 Klub konkretistů a hosté, Bohumil Kubišta, Dada, Adolf Hoffmeister
- 70. a 80. léta: Stanislav Podhrázský, Jan Štursa, Josef Čapek, Oldřich Smutný, Ota Janeček, Karel Valter, František Doležal, František Hudeček, Josef Jíra, Antonín Procházka, Absolventi AVU z let 1973-1974 (Václav Bláha (výtvarník), Vladimír Novák, Petr Pavlík, Michael Rittstein, Jiří Sozanský), Otto Gutfreund, Josef Šíma, Bohdan Lacina, Adolf Born, Jiří Trnka, Jan Smetana, Zdenek Rykr, Václav Bartovský, Adriena Šimotová, Vojtěch Preissig, Bohumil Kubišta, František Gross, Aleš Lamr, Theodor Pištěk, Jaroslav Paur, Vojtěch Tittelbach, Ivan Ouhel, Jiří Bradáček, Olbram Zoubek, Jaroslav Šerých, Vojtěch Adamec, Jiří Mrázek, Daisy Mrázková, Karel Malich, Josef Čapek, Ivan Ouhel, Tomáš Švéda, Petr Pavlík, Stanislav Hanzík, Josef Istler

Po roce 1989 se galerie věnuje soustavně moderní české kresbě a představuje zástupce generace, která ukončila studia v sedmdesátých letech ( Seskupení 12/15) a generaci 60. let.
- 1990 Vladimír Kokolia, Jiří Sopko, Hana Wichterlová, Výběr z fondů galerie. Šedesátá léta, Libor Fára, Zorka Ságlová
- 1991 Dalibor Chatrný, Radoslav Kratina, Jan Kotík, Mikuláš Medek, Jan Koblasa, Jaroslava Severová, Jaroslav Róna
- 1992 Karel Nepraš, Jindřich Štyrský, Toyen: Artificialismus 1926 – 1931, Zdeněk Sýkora, Jan Smejkal
- 1993 Česká malba 80. a 90. let
- 1994 Jiří Seifert, UB 12, Karel Malich, Pavel Opočenský
- 1995 Jitka Svobodová, Oldřich Smutný, Jiří Beránek, Vladimír Novák, Jaroslava Severová, Věra Janoušková, Stanislav Kolíbal, Václav Boštík
- 1996 Miloslav Chlupáč, Vladislav Mirvald, Ladislav Novák
- 1997 Miloš Ševčík, Adriena Šimotová, Jan Kotík
- 1998 Daisy Mrázková, Jindra Viková, Pavel Baňka
- 1999 Jiří Mrázek, Skupina 42, Karel Valter
- 2001 Václav Malina, Bilance II, Pavel Nešleha, Milan Maur
- 2003 Vladimír Novák
- 2004 Jindřich Prucha, František Ronovský, Svatopluk Klimeš
- 2005 Václav Malina, Tomáš Švéda, Karel Pauzer, Hana Purkrábková, Vladimír Boudník, Pocta Kupkovi
- 2006 Šedesátá / The sixties, Theodor Pištěk, Jiří Kačer, Mikoláš Axmann, Rudo Prekop
- 2007 Zlínský okruh, Andrej Bělocvětov
- 2008 Mikuláš a Emila Medkovi, Armin Mueller – Stahl, Aleš Lamr
- 2009 Friedensreich Hundertwasser, Alén Diviš
- 2010 Zdeněk Sýkora, Karl Prantl & Uta Peyrer
- 2011 Sbírka Jiřího Anderle (Dubuffet, Miró, Chagall, Tapies, kmenové umění Afriky), Zlatá šedesátá, Cena Vladimíra Boudníka (1995-2010), Autorské knihy (1997-2009)
- 2012 Roman Kameš, Jiří Kolář, Aleš Veselý, Jiří Trnka, Jiří Slíva, Zdeněk Ziegler, 100 let hlavní budovy karlovarské galerie, Svět Josefa Lady
- 2013 Josef Lada, Vítek Čapek, Jakub Švéda

## Stálá expozice
Galerie za dobu svého trvání shromáždila obsáhlé sbírky českého umění, z nichž nejvýznamnější a nejhodnotnější díla jsou trvale prezentována v počtu asi stopadesáti obrazů a soch. Počátky vzniku moderního výtvarného umění přibližují náladová, symbolistní a realistická díla Jakuba Schikanedera, Jana Preislera a Antonína Slavíčka. Proměnlivou a výraznou podobu uměleckých snah na počátku století, v jejich orientaci na evropské směry
– expresionismus, fauvismus, kubismus – shledáváme v obrazech Josefa Čapka, Emila Filly, Bohumila Kubišty, Františka Muziky, Antonína Procházky nebo Václava Špály. V třicátých letech je vystřídal surrealistický projev, patrný v dílech Jindřicha Štyrského, Toyen či Františka Janouška. Válečná atmosféra 40. let, která je ve fondech galerie velmi kvalitně zastoupena, pak přinesla nový zájem o člověka, město a civilizaci v dílech Kamila Lhotáka,
Františka Hudečka ad. K velmi významnému celku galerijních sbírek patří díla Josefa Istlera, Václava Boštíka, Mikuláše Medka, Zbyška Siona, Jiřího Valenty, Jiřího Johna, vzniklá v 60. letech a vypovídající prostřednictvím nejrůznějších postupů, od geometrických, informelních přes fantazijní až po novofigurální, o problémech života člověka. Reprezentativně je zastoupena i tvorba 80. let, ať už význačnými solitéry (Zdeněk Sýkora, Karel Nepraš, Věra Janoušková, Olga Karlíková, Otakar Slavík, Jitka Válová či Stanislav Judl) nebo autory skupiny 12/15. Vývojově mnohovrstevnatou podobu stálé expozice českého umění uzavírá kolekce několika významných osobností soudobého českého umění – Svatopluk Klimeš, Jaroslav Róna, Petr Nikl, František Skála.

## Letohrádek Ostrov

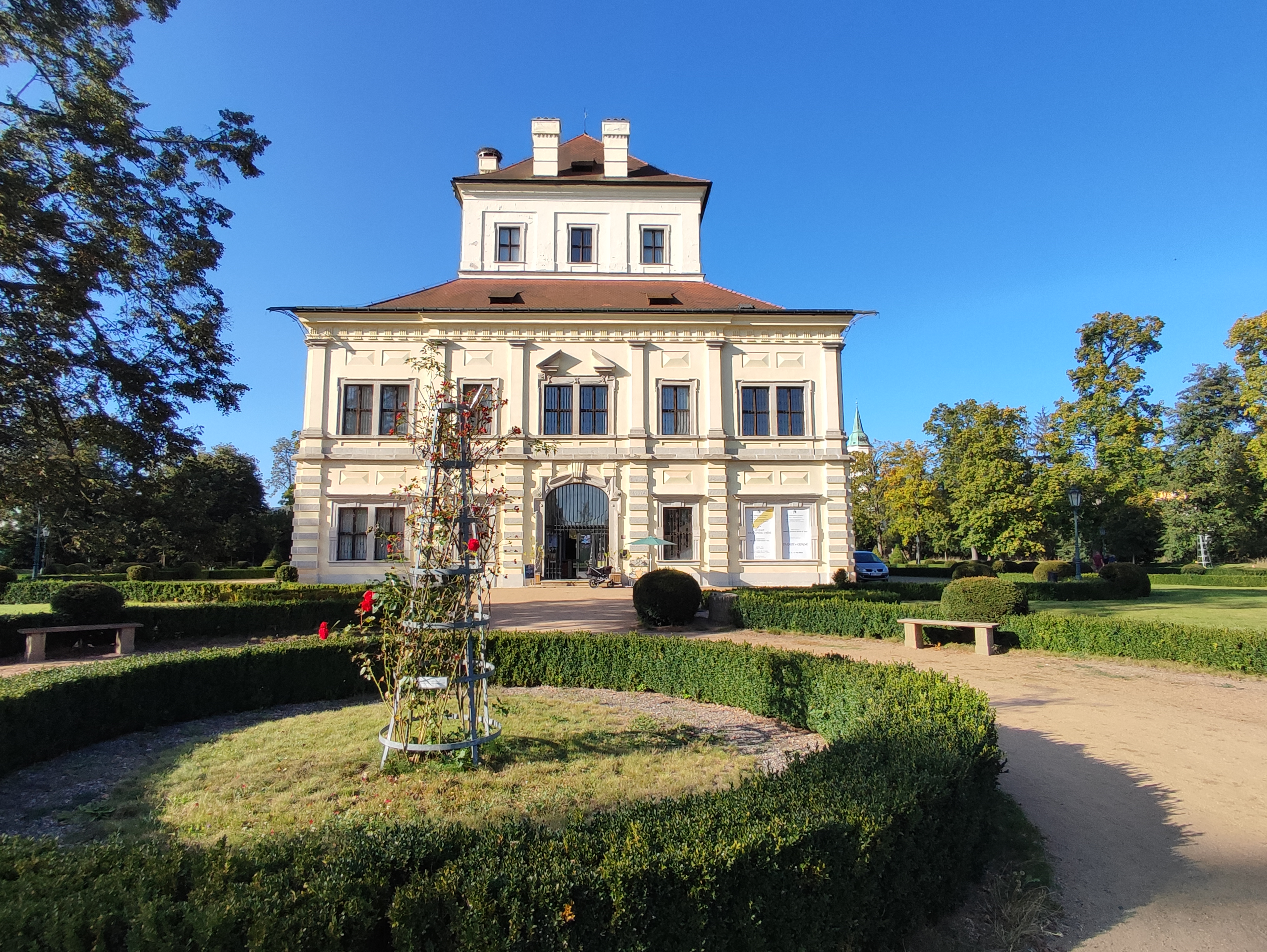
Letohrádek Ostrov

Galerie umění v Karlových Varech má od roku 1967 pobočku – raně barokní letohrádek v zámeckém parku v Ostrově. Původně městská galerie, založená v roce 1961, soustředila svou sbírkotvornou a výstavní činnost na českou a slovenskou kresbu a grafiku 20. století a na poválečnou regionální tvorbu.

### Historie
Budova Letohrádku je součástí velkého barokního areálu a jednou z nejlépe zachovaných historických památek v Ostrově. Na místě renesančního zámku hrabat Šliků (1434-1585), který jako pobělohorský konfiskát po roce 1625 připadl vévodům Sasko-lauenburským, byl postaven raně barokní zámek, velkoryse koncipované zámecké zahrady, piaristická kolej, letohrádek a palác princů. Letohrádek, postavený v letech 1673 – 1679 (Abrahám Leuthner), byl centrem manýristické zahradní kompozice na rozloze asi 12 hektarů, postupně rozšiřované a doplňované. Centrální stavba letohrádku s věžovou nástavbou má přehlednou raně barokní dispozici. Čtvercový půdorys s osmiúhelníkem ústřední haly vytváří křížení čtyř průjezdů se čtyřmi stejnými portály. V přízemí je hala řešena na půdorysu osmiúhelníku s nikami v podobě grót s kašnami. Nad nimi jsou v patře umístěny balkónky s balustrádou. Interiér upravoval v roce 1692 Domenico Egidio Ossi. Bohatá malířská a štuková výzdoba z 90. let 17. století je převážně dílem italských umělců, (malíři Paolo Manni a Lazaro Maria Sanguinetti, štukatéři a Domenico Salize). Ve věži byla alchymistická laboratoř posledního sasko-lauenburského pána. V 19. století poslední majitelé panství, velkovévodové z Toskány, pronajali letohrádek jako letní restauraci. Poválečné úpravy (klub Jáchymovských dolů, Okresní vojenská správa), které narušily původní stav, byly odstraněny rekonstrukcí v letech 1972-1982.

### Sbírky
Převážnou část sbírkového fondu v Ostrově tvoří kresby a grafické listy, nelze je proto prezentovat ve stálé, dlouhodobé expozici. Fond je postupně zpracováván do menších, vývojově nebo tematicky koncipovaných celků – sezónních výstav. Jako doprovod a studijní materiál vznikla řada sbírkových katalogů, jejichž seznamy lze později doplňovat o nové zisky.
Základ sbírky grafických listů a kreseb především ze 40. a 50. let byl systematicky doplňován nákupy a převody z ministerstva kultury. Jde převážně o tvorbu českých, v menší míře slovenských autorů 20. století.

#### Grafika
Soubor zahrnuje tři základní okruhy české grafické tvorby první čtvrtiny 20. století:
- okruh realistické tvorby kolem Spolku českých umělců grafických HOLLAR (Zdenka Braunerová, A. Majer, Viktor Stretti, Jaromír Stretti-Zamponi, Tavík František Šimon, Max Švabinský, Karel Vik, J. Vondrouš a další)
- tvorba symbolistní (František Bílek, František Kobliha, Jaroslav Konůpek, Josef Váchal a další)
- grafické listy české avantgardy (Josef Čapek, Bedřich Feigl, Emil Filla, Pravoslav Kotík, Bohumil Kubišta, Willi Nowak, Antonín Procházka, Václav Špála, Alois Wachsman a další)

### Sbírka Josefa Jeřábka
K tomuto okruhu grafické tvorby patří z velké části také početný soubor více než 1000 položek z pozůstalosti pražského sběratele a pedagoga Josefa Jeřábka. Jako tematický celek s těžištěm v sociálně motivované oblasti byla zpracována grafická tvorba z 20. a počátku 30. let, doplněná o soubor kreseb V. Vostřebalové-Fischerové.
- Sociální grafika (M. Holý, A. Moravec, P. Kotík, J. Rambousek, V. Sedláček, V. Silovský, K. Štěch, K. Štika, K. Tondl a K. Vik a další)
- česká kresba a grafika 40. let s důrazem na lidské hodnoty, se svými skrytými významy a analogiemi a se svou civilistní tematikou zahrnuje především tvorbu skupin Sedm v říjnu, Skupina 42 a Skupiny Ra. Dokládá také slibné začátky tvorby poválečné.
- slovenská grafika sleduje především poválečný vývoj v této oblasti (A. Brunovský, L. Fulla, M. Galanda, V. Gergelová, V. Hložník, J. Lebiš, K. Sokol, J. Szabó, E. Zmeták a další)

##### Česká grafika 60. let
Mezi nejpočetněji a nejkvalitněji zastoupené období patří soubor české grafiky 60. let., který se v mnoha případech stal zároveň základem vývojově pojatých autorských celků (J. Anderle, E. Bednářová, V. Boštík, L. Čepelák, M. Grygar, V. Janoušek, J. Jíra, J. John, Č. Kafka, R. Kratina, A. Kučerová, A. Matasová, V. Mirvald, K. Nepraš, J. Pešicová, Z. Sýkora, P. Sukdolák, M. Ševčík, A. Šimotová, M. Urbásek, K. Valter, J.a K.Válovy a další). Kromě toho vlastní ostrovská pobočka větší autorské celky z pozůstalosti J. Balcara, V. Boudníka a B. Reynka.

##### Historická grafika
Velký, uzavřený sbírkový fond představují tzv. svozy, pocházející z předválečných karlovarských veřejných i soukromých sbírek. Jde o různorodý soubor, zahrnující historickou grafiku /17.-18. století/ různé provenience.

##### Tvorba německých autorů v Čechách
Grafická tvorba 19.a první poloviny 20. století, především německá a rakouská a grafika německých autorů, narozených či působících v Čechách

#### Kresba
Fond Nové kresby získaný v letech 1973-1983 sleduje vývoj české kresby od 20.-30. let 20. století (B. Feigl, E. Filla, F. Foltýn, A. Justitz, F. Muzika, O. Mrkvička, František Tichý a další), přes kresby autorů ze skupin 40. let (V. Hejna, J. Istler, F. Jiroudek, J. Kotík J. Liesler, A. Paderlík, Z. Seydl, F. Gross, F. Hudeček, K. Lhoták, J. Smetana, K. Souček a další) a jejich vrstevníků (K. Černý, Z. Sklenář, V. Sychra, J. Trnka) až po autory, jejichž tvorba dozrávala v 60. a 70. letech v bohaté různorodosti výrazových poloh (Milan Grygar, František Hodonský, Václav Kiml, Aleš Lamr, Pavel Mühlbauer, Jiří Načeradský, Petr Pavlík, M. Ranný, Michael Rittstein, Zbyšek Sion, Jiří Sopko, Jiří Sozanský, Jaroslava Severová, Otakar Synáček, Jitka a Květa Válová a další).

Ve fondu kreseb vynikají soubory Aléna Diviše, Dalibora Chatrného, Olgy Karlíkové, Stanislava Kolíbala, Karla Malicha, J. a D Mrázkových, Pavla Nešlehy, Vladimíra Nováka, Ivana Ouhela, Zbyška Siona.
Tvorba nejmladších autorů z přelomu století je zatím zastoupena jen zčásti (Vladimír Kokolia, Petr Nikl, Jaroslav Róna a několik dalších).

### Výstavy (výběr)
- 60. léta: České moderní výtvarné umění, Ladislav Zívr, Jan Hendrych, Šmidrové, Josef Hampl, Bohuslav Reynek, Čestmír Janošek, Otakar Slavík, Vladimír Boudník
- 70. léta: Kamil Linhart, Adéla Matasová, výstavy fotografií, (v letech 1972-1982 celková rekonstrukce budovy)
- 80. léta: Zakladatelé české moderní grafiky, Jitka Svobodová, Jitka Válová, Květa Válová, Karel Valter, František Doležal, Olga Čechová, Vladimír Boudník, Jan Šafránek, Stanislav Kolíbal, Olbram Zoubek, Štěpán Grygar, Zdeněk Tůma, Adéla Matasová, Vladimír Preclík, Adolf Born
- 90. léta: Vladimír Gebauer, Pavla Aubrechtová, Jaroslava Severová, Grafická tvorba německých autorů v Čechách 1890 – 1938, Jiří Kornatovský, Ladislav Novák, Bohuslav Reynek, Socha hlína, Pavel Nešleha, Radek Kratina, Česká grafika 60. let
- po roce 2000: Bilance II Kresby, Jan Hladík: Figurální tapiserie, grafika, 1 x 50 Grafické listy 20. století, Bilance III Grafika 2. poloviny 20. století, Jenny Hladíková: Tapiserie, František Hodonský, Aleš Lamr, Věra Janoušková, Ivana Lomová, Jiří Balcar, Půlstoletí výtvarného umění v Letohrádku Ostrov, 50/2: Padesát autorů českého grafického umění 2. poloviny 20. století, Libor Fára, Jaroslava Severová, Zdena Fibichová, Radek Kratina

## Interaktivní galerieBecherova vila

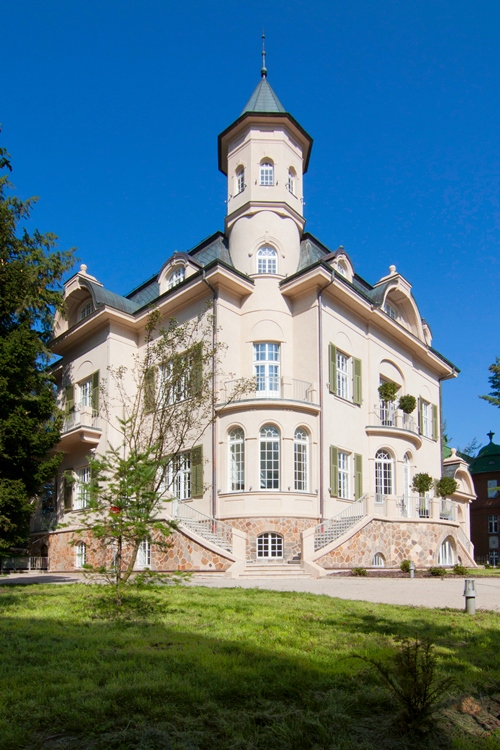
Becherova vila

(Karlovy Vary, třída Krále Jiřího čp. 1196)

### Historie
Nejvýraznější stavbou, která před první světovou válkou uzavírá slavnou vilovou čtvrť Westend v Karlových Varech je Vila Becher. Dvoupodlažní budova s mansardovým podkrovím byla navržena r. 1912 vídeňským architektem Karl Hellerem na čtvercovém půdorysu, z něhož vystupují pouze oblé tvary zahradního schodiště a zimní zahrady. Obvodový plášť objektu byl v duchu rané moderny velice střídmý. Celková kompozice s asymetricky umístěnou věží v nároží a skladbou jednotlivých hmot sleduje oblíbené stylové pojetí italizujících vil. Dispozice vychází ze střední haly, do níž vede přímé široké schodiště. Hala byla v obou podlažích otevřena galeriemi, osvětlovanými vrchním světlíkem.

Po úmrtí Gustava Bechera 19. února 1921 získal rodinnou vilu Becherů Spolek pro chemickou a hutní výrobu z Ústí nad Labem. Za druhé světové války pak bylo ve vile Gustava Bechera umístěno krajské velitelství SS. Po roce 1945 byla Vila Becher znárodněna, od roku 1951 do roku 1987 sloužila jako Dům pionýrů a mládeže, od roku 1989 chátrala.

Roku 2009 byla převedena z Ministerstva školství České republiky do majetku Karlovarského kraje, restaurována a upravena na prostor pro výtvarné dílny a odbornou knihovnu. V budově vznikl víceúčelový společenský sál se zázemím, výstavní sály, galerie, místnost pro depozitář, komunikační prostory a venkovní ateliérová dílna.

### Program
Od zahájení provozu interaktivní galerie probíhají ve vile autorské workshopy pro veřejnost, seznámení s výtvarnými technikami, úvod do práce s různými materiály.

### GU Karlovy Vary
- Obrazy (Bláha, Novák, Ouhel, Pavlík, Rittstein, Sozanský), Neumann I, 1981, GU Karlovy Vary
- ...a po deseti letech" , Potůčková A, 1991, GU Karlovy Vary, ISBN 80-85014-10-6
- Socha hlína, Klasová M, 1992, GU Karlovy Vary, angl.,č.,něm., ISBN 80-85014-11-4
- ...ze sbírky II: Člověk ve XX. století / ...from the Collection II: Humanity in the XXth Century, Neumannová E a kol., 2009, GU Karlovy Vary, č., angl., ISBN 978-80-85014-89-1

### Letohrádek Ostrov
- Zakladatelé české moderní grafiky ve sbírkách Galerie umění Karlovy Vary, Čepeláková Z. a kol., 1982, GVU Karlovy Vary
- Portrét v české grafice XX. století ve sbírkách Galerie umění Karlovy Vary, Čepeláková Z, 1989, GU Karlovy Vary, ISBN 80-85014-01-7
- Grafická tvorba německých autorů v Čechách / Graphisches Schaffen der Deutschen in Böhmen 1890 – 1938 ze sbírek Galerie umění Karlovy Vary, Čepeláková Z, 1992, GU Karlovy Vary, č., něm., ISBN 80-85014-12-2
- Česká grafika 60. let ve sbírkách Galerie umění Karlovy Vary, Čepeláková Z, Vachudová B, 1996, GU Karlovy Vary, ISBN 80-85014-26-2
- Půlstoletí výtvarného umění v Letohrádku Ostrov 1961 - 2011, Samec J., Čepeláková Z., Vachudová B., 2011, GU Karlovy Vary. ISBN 978-80-87420-02-7

#### GU Karlovy Vary
- Webové stránky galerie
- GU Karlovy Vary v informačním systému abART
- AMG: GU Karlovy Vary
- 100 let GU Karlovy Vary
- Vizitky galerií: ČT 30.5.2012

#### Letohrádek Ostrov
- Letohrádek Ostrov
- Letohrádek Ostrov v informačním systému abART
- AMG: Letohrádek Ostrov
- Zámky - Hrady: Ostrov

#### Becherova vila
- Becherova vila
- videoprůvodce budovou
- ČT24, 17.6.2011
- Galerie na stránkách Karlových Var